# Cornon
Cornon – szczyt w Alpach Fleimstalskich, w Alpach Wschodnich. Leży w regionie Trydent-Górna Adyga, w północnych Włoszech. Sąsiaduje z Schenon na zachodzie. Leży w grzbiecie, którego kulminacją jest Torri di Latemar.